# Boloria flavopunctata
Boloria flavopunctata är en fjärilsart som beskrevs av Embrik Strand 1900. Boloria flavopunctata ingår i släktet Boloria och familjen praktfjärilar. Inga underarter finns listade i Catalogue of Life.